# Luiz Melodia
Luiz Melodia, pseudonimo di Luiz Carlos dos Santos (Rio de Janeiro, 7 gennaio 1951 – Rio de Janeiro, 4 agosto 2017), è stato un cantante, musicista e compositore brasiliano di Música popular brasileira.

## Biografia

### Origini
Nacque a Morro do Estácio, un quartiere di Rio de Janeiro, il 7 gennaio 1951: era figlio del sambista e compositore Oswaldo Melodia, da cui ereditò il nome d'arte. Crebbe a Morro de São Carlos nel quartiere Estácio di Rio.

### Carriera
Iniziò la sua carriera musicale nel 1963 con il cantante Mizinho, mentre lavorava come tipografo, venditore, impiegato e musicista nei locali notturni. Nel 1964 formò il gruppo musicale Os Instantâneos, con Manoel, Nazareno e Mizinho. Dopo aver abbandonato gli studi, Melodia compose diversi successi della Jovem Guarda e brani di Bossa nova, con il suo gruppo. Questa esperienza, unita all'atmosfera in cui visse, si tradusse in un mix di influenze che diedero a Luiz Melodia uno stile unico, che ben presto finì per attirare l'attenzione del poeta Waly Salomão e di Torquato Neto. Si interessò a lui Gal Costa, che registrò Pérola negra nel suo album di debutto del 1971 Gal a todo vapor. Fu in questo periodo che l'artista assunse il nome di Luiz Melodia - appropriandosi del cognome artistico del padre Oswaldo -, e pubblicò nel 1973 il suo primo album Pérola negra, divenuto presto uno degli album più importanti della musica brasiliana.
La sua fama si consolidò nell'album successivo, Maravilhas contemporaries del 1976, ma Melodia divenne popolare con Mico de circo del 1978.
Pubblicò diversi altri dischi e si esibì in molti concerti, anche al di fuori del Brasile. Già noto al pubblico e avendo raggiunto il suo posto nella scena della MPB, con Acústico - ao vivo del 1999, Melodia ripercorse nuovamente il suo lavoro attraverso la spontaneità di un album registrato dal vivo durante un tour nazionale di grande successo.
Nel 1992 partecipò al festival di Forcalquier in Francia, nel 2004 e nel 2012 al Montreux Jazz Festival e, nello stesso anno, al Kesselhaus di Berlino.
Nel 2011 partecipò al quarto album da solista di Sérgio Britto.
Nel 2015 vinse il 26° Prêmio da Música Brasileira nella categoria Miglior Cantante di MPB. Il 31 maggio 2018 è stato confermato come vincitore postumo del 29° Prêmio da Música Brasileira.

### Morte
Luiz Melodia è morto il 4 agosto del 2017 per l'aggravarsi del mieloma multiplo che lo affliggeva da molti anni.

## Vita privata
Fu sposato con la cantante, cantautrice e produttrice Jane Reis dal 1977 fino alla sua morte. Era padre del rapper Mahal Reis.

## Premi
Nel 2015 ha vinto il "Prêmio Música Popular Brasileira" nella categoria "MPB - CANÇÃO POPULAR - Melhor Cantor" per l'album Zerima.

## Discografia
- 1973 Pérola Negra
- 1976 Maravilhas Contemporâneas
- 1978 Mico de Circo
- 1980 Nós
- 1983 Felino
- 1987 Decisão
- 1988 Claro
- 1991 Pintando o Sete
- 1995 Relíquias
- 1997 14 Quilates
- 1999 Acústico ao Vivo
- 2001 Retrato do artista quando coisa
- 2003 Luiz Melodia Convida
- 2007 Estação Melodia
- 2008 Especial MTV - Estação Melodia Ao Vivo
- 2014 Zerima
- 2018 Zerima (ao vivo)